# Xã Moore, Quận Oregon, Missouri
Xã Moore (tiếng Anh: Moore Township) là một xã thuộc quận Oregon, tiểu bang Missouri, Hoa Kỳ. Năm 2010, dân số của xã này là 430 người.